# Stadtkino (Wien)

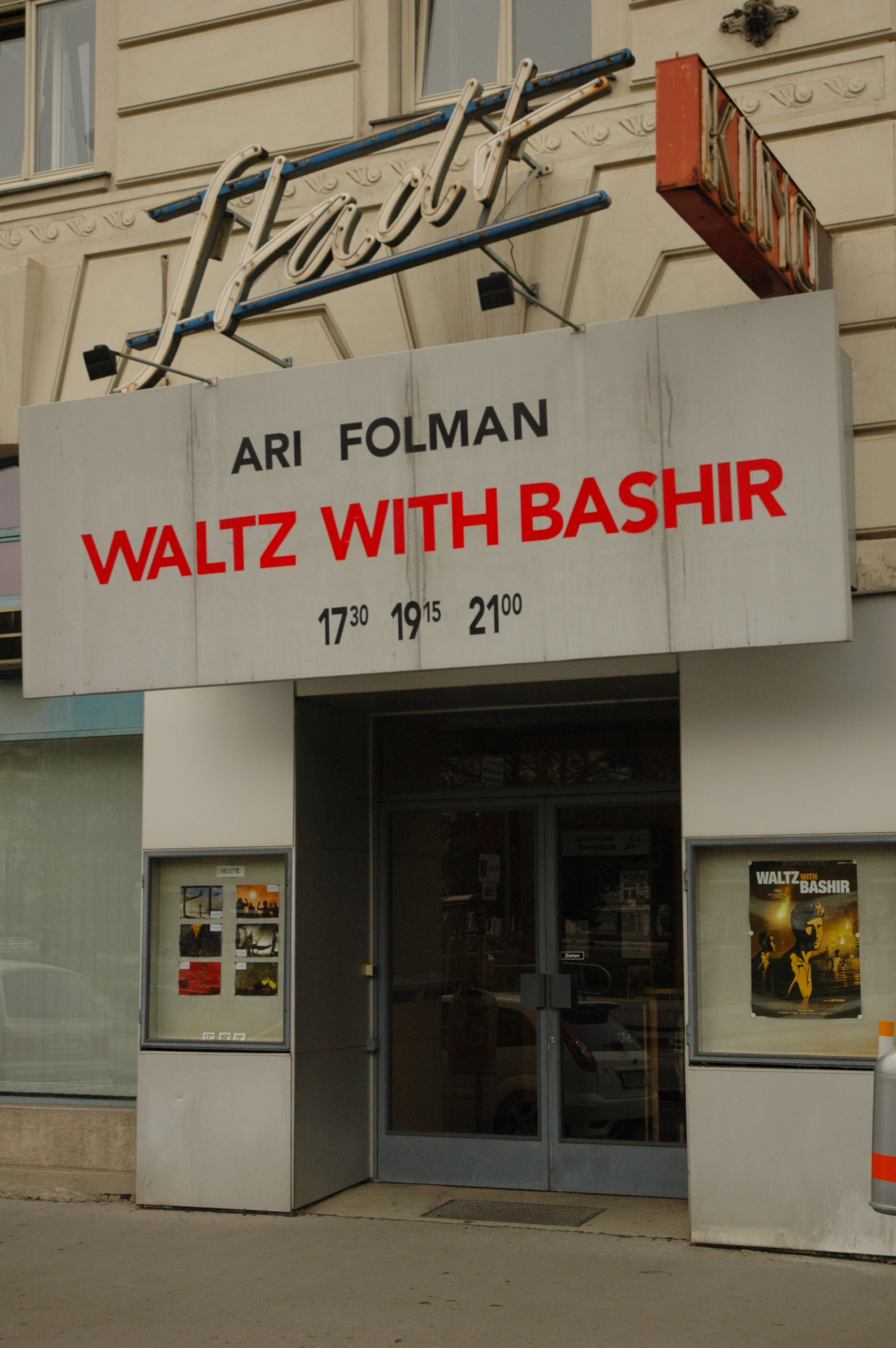
Das Stadtkino mit Programmhinweis (Waltz with Bashir, 2008)

Das Stadtkino ist eines der ältesten Programmkinos in Wien. Der ursprüngliche Standort war am Schwarzenbergplatz im 3. Wiener Gemeindebezirk Landstraße, wo es 1916 als Schwarzenbergkino eröffnet und 1981 als Stadtkino neu gegründet wurde. 2013 übersiedelte es in das Künstlerhaus am Karlsplatz, wo es am 26. September als Stadtkino im Künstlerhaus neu eröffnet wurde.

## Geschichte
Das heutige Stadtkino wurde 1916 als Schwarzenbergkino im Souterrain eines Gründerzeitgebäudes am Schwarzenbergplatz im Stil der Logenkinos, also eines Kinos, das im Aufbau an die Theaterarchitektur angelehnt ist, eröffnet wurde und Platz für 394 Besucher bot. Das später in den Besitz der Wiener Kinobetreibergesellschaft Kiba übergegangene Kino wurde Ende der 1970er-Jahre Opfer des Kinosterbens und wurde von der Kiba aufgrund kontinuierlicher Verluste 1980 – zu diesem Zeitpunkt auf den Namen Kammerlichtspiele lautend – geschlossen.

### Neugründung als Stadtkino

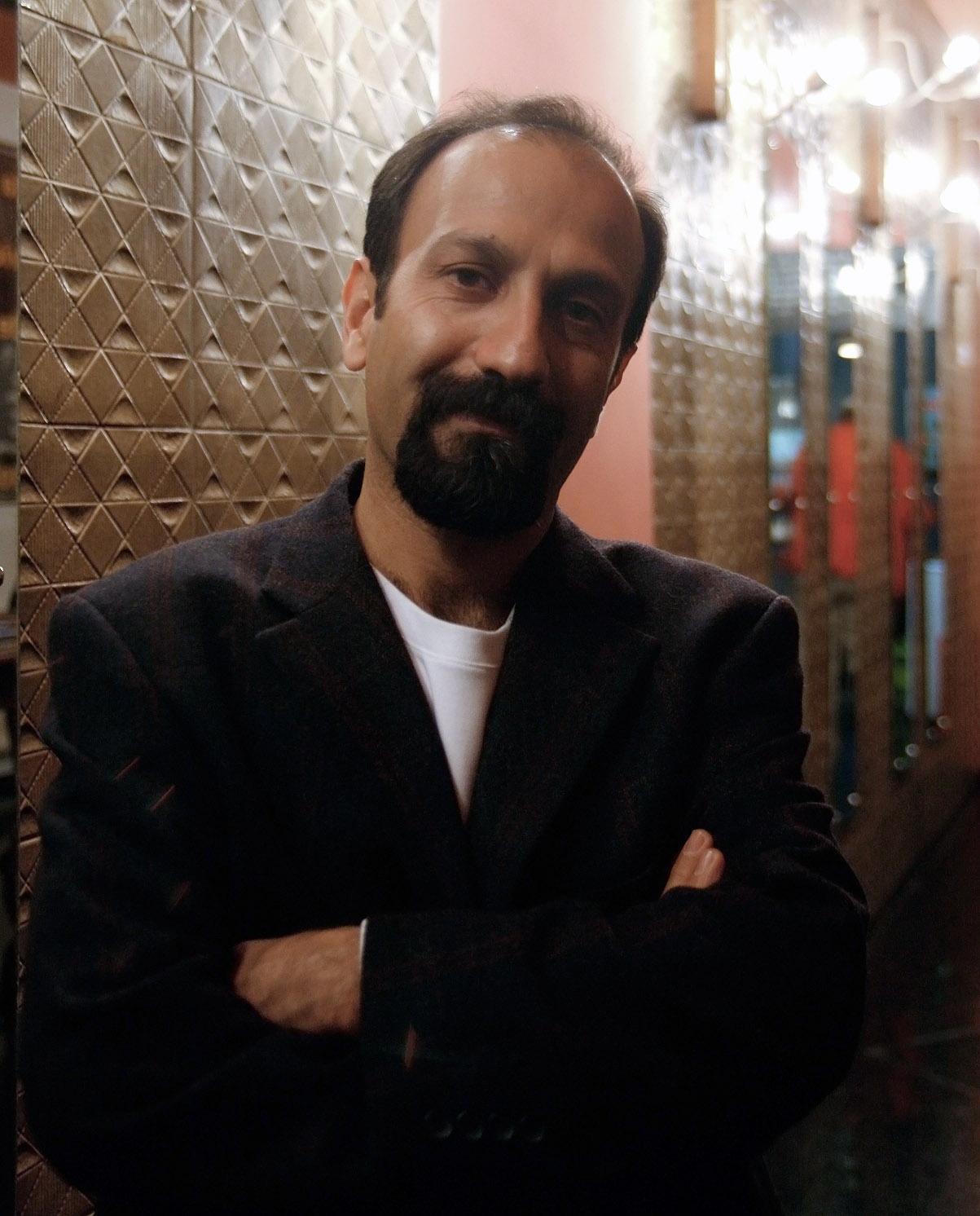
Asghar Farhadi im Foyer des Stadtkino, Viennale 2009

1981 wurde das Kino auf Initiative der städtischen Kulturabteilung, der ehemaligen Z-Bank, der städtischen Kiba und von Franz Schwartz gekauft, renoviert und als Stadtkino wiedereröffnet. Das Fassungsvermögen wurde auf 174 Besucher reduziert. Das Kino sollte von nun an die Lücke zwischen dem Programm des Filmmuseums und dem kommerziellen Kinoprogramm schließen. Es sollte also im Gegensatz zum Filmmuseum nicht auf ein cineastisches Publikum, sondern auf durchschnittliche Kinobesucher abzielen. Diese heute als Programmkino bekannte Ausrichtung eines Kinos war damals noch kaum verbreitet und in Wien einzigartig.
Das Kino zeigte als eines der wenigen Kinos in Österreich in den 1980er-Jahren internationales Autorenkino von Regisseuren wie Jim Jarmusch, Aki Kaurismäki, Raymond Depardon, Jean-Marie Straub, Chris Marker und Jane Campion und konnte damit ein großes Publikum erreichen. Filme dieser Regisseure wie Down by Law (Jarmusch), The Piano (Campion) oder Sans soleil (Marker) zählen zu meistbesuchten Filmen des Kinos. Von Mitte der 1980er- bis Mitte der 1990er-Jahre erreichte das Kino jährlich zwischen 48.000 und 58.000 Besucher – im besten Jahr rund 60.000. Ab Mitte der 1990er-Jahre gingen die Zuseherzahlen jedoch zurück.
In den 1990er-Jahren begann das Stadtkino auch als Filmverleih tätig zu werden. Seit 1993 war das Stadtkino eines der vier Festivalkinos der Viennale. Das 1994 eröffnete Filmhaus am Spittelberg wurde bis 2017 ebenfalls vom Stadtkino betrieben,  seit 6. April 2018 jedoch unter dem Namen "Filmhaus. Kino am Spittelberg" vom Filmcasino als Partnerkino geführt. Die Stadtkino-Gesellschaft wurde 2001 im Zuge der Auflösung der Kiba als Tochter-GmbH vom Verein Viennale übernommen und wird zu einem großen Teil durch Förderungen der Stadt Wien finanziert. Nachdem 2007 bekannt wurde, dass die Kiba die Betriebskosten des Stadtkinos ab 2009 nicht mehr übernehmen werden, übergab Schwartz, nach 27 Jahren, seinen Posten als Geschäftsführer per 1. Jänner 2009 an Claus Philipp.

### Standortwechsel in das Künstlerhaus

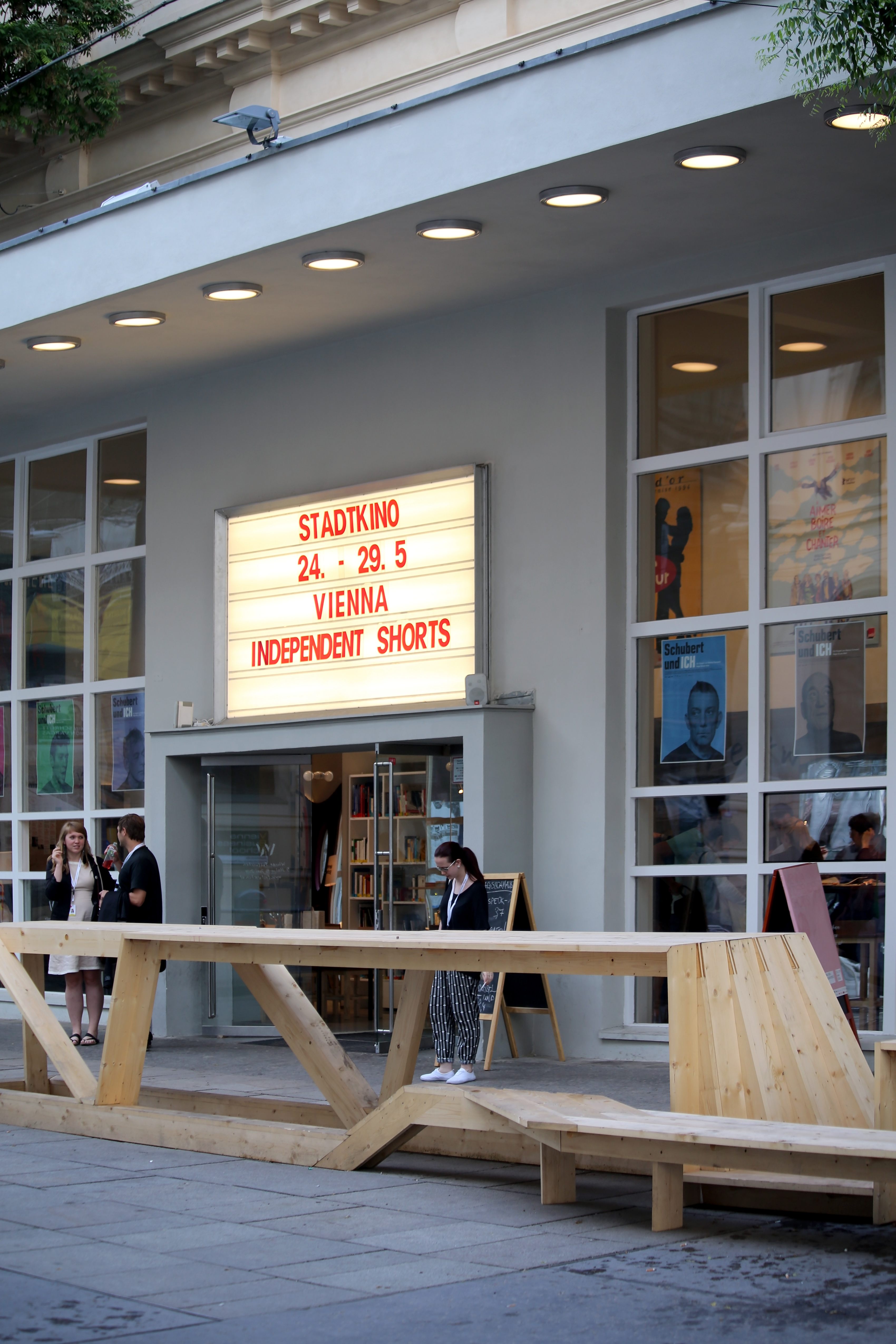
Stadtkino im Künstlerhaus (VIS 2014)

Ende 2011 wurden Pläne bekannt, das Kino am Schwarzenbergplatz aufzugeben und das Stadtkino in das Kino im Künstlerhaus Wien am Karlsplatz zu übersiedeln. Am 20. Dezember 2012 unterzeichneten die beiden Trägervereine, die Viennale und die Gesellschaft bildender Künstler Österreichs, Künstlerhaus, den vorerst für 20 Jahre angelegten Vertrag, auf Grund dessen das „Stadtkino im Künstlerhaus“ Ende September 2013 seinen Betrieb aufnahm. Bis zur Beendigung des laufenden Betriebs am Schwarzenbergplatz im Sommer 2013 wurden dort noch Filme wie Ulrich Seidls Paradies-Trilogie (Paradies: Liebe, Paradies: Glaube) und Der Glanz des Tages von Tizza Covi und Rainer Frimmel gezeigt. Als „Kino am Schwarzenbergplatz“ war es am ursprünglichen Standort noch für die Viennale 2013 in Betrieb. Am 26. September 2013 erfolgte die Neueröffnung des Stadtkinos im Künstlerhaus mit den Filmen: Soldate Jeannette von Daniel Hoesl, La maison de la radio von Nicolas Philibert und Harmony Lessons von Emir Baighasin (Silberner Bär, Berlinale). Seit 2014 ist es Hauptspielort und Festivalzentrum des Kurzfilmfestivals Vienna Shorts.
Mit November 2017 übernahm Norman Shetler, Anfang 2023 Wiktoria Pelzer die Geschäftsführung. Mit 1. Jänner 2023 hat das Stadtkino das Wiener Admiral Kino übernommen.

## Filmverleih
Seit den 1990er-Jahren ist das Stadtkino auch als Filmverleih in Österreich tätig und hierbei auf internationale Arthouse-Filme spezialisiert. Die jährlich 15 bis 20 verliehenen Filme erreichen zwischen 30.000 und 80.000 Besucher. Der bislang erfolgreichste Film des Stadtkino-Verleihs war Müllers Büro (1986), ein Film, der im Stadtkino selbst nicht gezeigt wurde, österreichweit aber 441.000 Kinobesuche erreichte.

## Auszeichnungen
- 2023: Österreichischer Kinopreis des Bundesministeriums für Kunst, Kultur, öffentlichen Dienst und Sport: Hauptpreis für herausragende Programmarbeit[11]